# 名犬ラッシー 家路

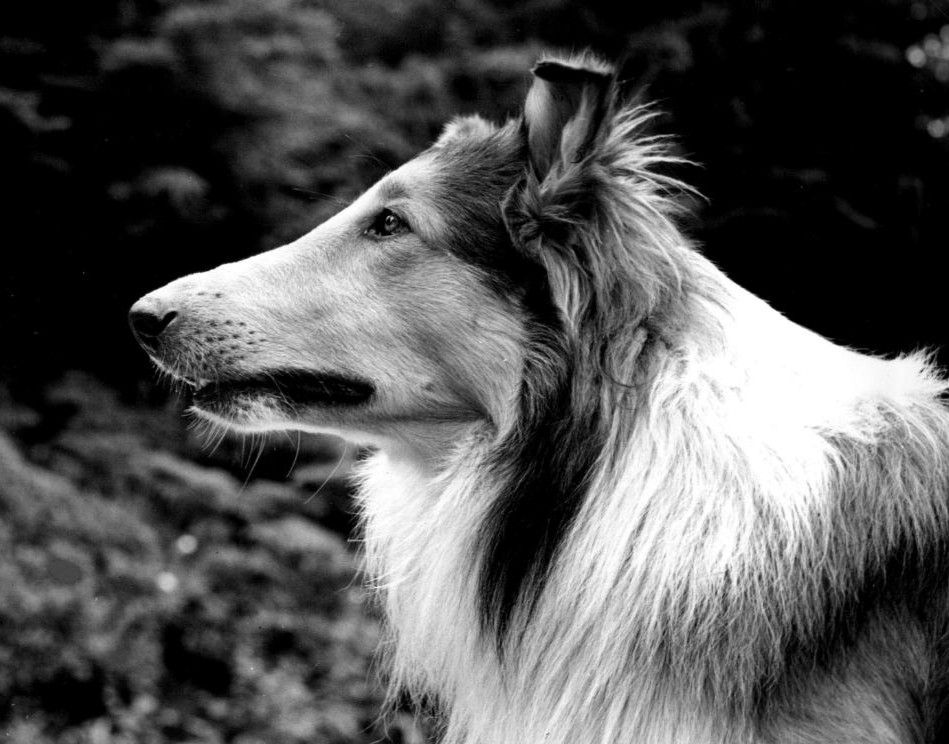
ラッシー役のパル

『名犬ラッシー 家路』（めいけんラッシー いえじ、Lassie Come Home）は、1943年のアメリカ合衆国の冒険映画。
監督はフレッド・M・ウィルコックス、出演はロディ・マクドウォールとドナルド・クリスプなど。エリック・ナイトの小説『名犬ラッシー』をメトロ・ゴールドウィン・メイヤーが映画化した作品である。日本での初公開時の題は『家路』。
ラッシーはイヌのパルが演じ、後にパルやその子孫を主演とした続編「名犬ラッシー」シリーズが6作公開された。
1993年には「文化的・歴史的・芸術的にきわめて高い価値を持つ」とみなされ、アメリカ国立フィルム登録簿に登録された。

## キャスト
| 役名               | 俳優                   | 日本語吹き替え | 日本語吹き替え |
| 役名               | 俳優                   | テレビ版1      | テレビ版2      |
| ------------------ | ---------------------- | -------------- | -------------- |
| ラッシー           | パル                   | 原語流用       | 原語流用       |
| ジョー・カラクルー | ロディ・マクドウォール | 山本嘉子       | 内海敏彦       |
| サム・カラクルー   | ドナルド・クリスプ     | 小沢重雄       | 吉沢久嘉       |
| デイリー           | メイ・ウィッティ       |                |                |
| ローリー           | エドマンド・グウェン   |                |                |
| ラドリング         | ナイジェル・ブルース   |                |                |
| ジョーの母         | エルザ・ランチェスター |                |                |
| プリシラ           | エリザベス・テイラー   | 武藤礼子       | 富永美子       |
| ハインズ           | J・パット・オマリー    |                |                |

## 作品の評価
Rotten Tomatoesによれば、16件の評論のうち高評価は94%にあたる15件で、平均点は10点満点中8.2点となっている。